# Powiat de Łomża
Pour les articles homonymes, voir Łomża (homonymie).
Le Powiat de Łomża ('Lomza' sans les diacritiques, prononcer womja ; en polonais : powiat łomżyński) est un powiat (district) de l’Est de la Pologne, dans la Voïvodie de Podlachie.
Sa population est de 50 856 (2005). La superficie de 1 353,93 km2.

## Division administrative

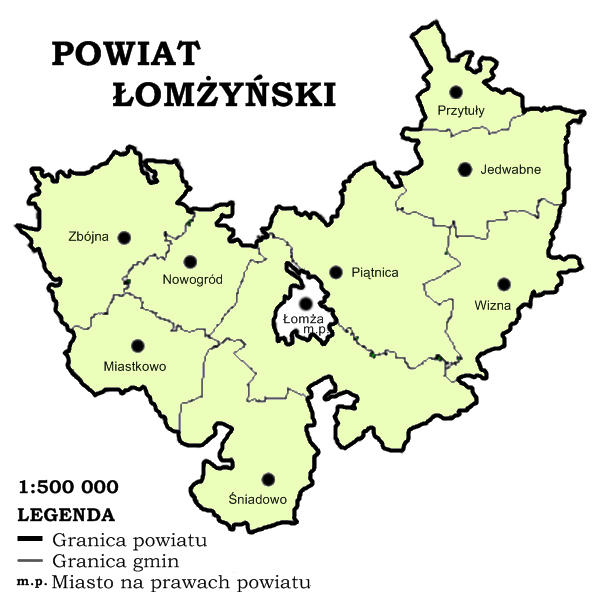
Carte du powiat

Le chef-lieu du powiat est la ville de Łomża et le powiat comprend la région autour de la ville, mais non la ville elle-même, qui est un powiat urbain à elle-même. 
Le powiat est constitué de 9 communes :
| Gmina                                     | Type         | Superficie (km²) | Population (2006) | Chef-lieu |
| Piątnica                                  | rural        | 218,7            | 10 642            | Piątnica  |
| Łomża                                     | rural        | 207,4            | 9 920             | Łomża *   |
| Śniadowo                                  | rural        | 162,6            | 5 668             | Śniadowo  |
| Jedwabne                                  | urbain-rural | 159,4            | 5 552             | Jedwabne  |
| Zbójna                                    | rural        | 185,8            | 4 339             | Zbójna    |
| Wizna                                     | rural        | 133,1            | 4 313             | Wizna     |
| Miastkowo                                 | rural        | 114,8            | 4 306             | Miastkowo |
| Nowogród                                  | urbain-rural | 101,0            | 3 977             | Nowogród  |
| Przytuły                                  | rural        | 71,2             | 2 170             | Przytuły  |
| * le siège ne fait pas patrie de la gmina |              |                  |                   |           |